# Indiana Jones and the Staff of Kings
Indiana Jones and the Staff of Kings (рус. «Индиана Джонс и посох королей») — компьютерная игра в жанре экшн, разработанная компанией A2M и Amaze (версия для PSP) и изданная LucasArts для игровых платформ Nintendo Wii, Nintendo DS, PlayStation 2 и PSP. Игра вышла 9 июня 2009 года в США и 12 июня 2009 года в Европе. В России и странах СНГ издателем является компания СофтКлаб. Indiana Jones and the Staff of — третья игра в серии в трёхмерной графике, после Indiana Jones & The Emperor's Tomb и Indiana Jones & The Infernal Machine.

## Обзор
Действие игры происходит в 1939 году, приблизительно через год после событий фильма «Индиана Джонс и последний крестовый поход».
В этот раз Индиана Джонс разыскивает посох Моисея. Главными антагонистами являются нацистские солдаты во главе с Магнусом Веллером, также разыскивающим посох в своих целях. Действие разворачивается в различных районах Сан-Франциско, Панамы и Непала. Версии для Wii и PlayStation 2 также включают в себя уровни в Стамбуле и Судане, а DS-версия содержит уровень в Париже. Также, Wii-версия имеет кооперативный режим прохождения и включает в себя игру Indiana Jones & The Fate Of Atlantis: The Graphic Adventure, доступную после прохождения основной игры. Кроме того, в Wii и PS2-версии, по мере прохождения, можно разблокировать несколько эксклюзивных возможностей: режим «больших голов», персонажа Генри Джонса-Старшего и костюмы «Tuxedo Indy» и «Han Solo».

## История создания
Indiana Jones and the Staff of Kings была анонсирована в 2005 году. Первоначально планировалось выпустить игру для консолей PlayStation 3 и Xbox 360. Первый трейлер Indiana Jones and the Staff of Kings на движке NaturalMotion был представлен на E3 2006. Позже, на GameTrailers был представлен новый трейлер, в котором был концепт-арт железнодорожного вокзала. Затем было объявлено, что действие игры будет происходить во всех частях света, а посох Моисея станет главным артефактом. Также в новом трейлере появился персонаж Лао Че, который впоследствии был из игры убран. Сюжет Indiana Jones and the Staff of Kings основан на одном из ранних сценариев фильма «Индиана Джонс: В поисках утраченного ковчега». Но через некоторое время было объявлено, что разработка Indiana Jones and the Staff of Kings приостановлена. Релиз намечался в 2007 году на консолях PlayStation 3 и Xbox 360. 
В 2008 году, после выхода фильма «Индиана Джонс и Королевство хрустального черепа» разработка игры возобновилась. Задержки в создании LucasArts объяснила тем, что команда разработчиков занималась игрой Star Wars: The Force Unleashed. 23 января 2009 году вышел новый трейлер. В феврале сайт IGN сообщил, что выход игры для консолей PlayStation 3 и Xbox 360 отменён, но состоится релиз для платформ Nintendo Wii, PlayStation 2, PSP и Nintendo DS весной-летом 2009 года.
Выход игры Indiana Jones and the Staff of Kings состоялся в 9 июня 2009 года в США и 12 июня 2009 года в Европе.

## Отзывы критиков
| Сводный рейтинг       | Сводный рейтинг |
| Агрегатор             | Оценка          |
| --------------------- | --------------- |
| GameRankings          | 57,60 %         |
| Metacritic            | 55/100          |
| Иноязычные издания    |                 |
| Издание               | Оценка          |
| GamePro               | 9/10            |
| GameSpot              | 3,5/10          |
| IGN                   | 5/10            |
| Nintendo Power        | 7,5/10          |
| ONM                   | 60 %            |
| VideoGamer            | 7,8/10          |
| Русскоязычные издания |                 |
| Издание               | Оценка          |
| Absolute Games        | 58/100          |

Indiana Jones and the Staff of Kings получила смешанные отзывы критиков. На сайте Metacritic игра получила 55 баллов, что свидетельствует о среднем рейтинге. Журнал Nintendo Power дал 7.5 баллов из возможных 10, отметив разнообразный геймплей и интересный сюжет. NGamer назвал игру скучной, но несмотря на это присудил игре 69 баллов из 100. Сайт IGN похвалил интерфейс, дизайн уровней и разнообразный геймплей, но дал игре всего 5 баллов из 10, раскритиковав управление Wii-версии, назвав его «тупым». Но не все издания критиковали управление. Так, например, журнал «Game Chronicles» дал игре 7.8 из 10, написав что «Indiana Jones and the Staff of Kings на других платформах очередной заурядный экшн, но на Wii игра отличается интуитивно понятным и отзывчивым управлением».GameSpot дал 3.5 из 10, критикуя визуальные эффекты и графику.